# .38 ACP
El .38 ACP (Automatic Colt Pistol), 9 x 23 SR, o simplement .38 Auto és un cartutx per a pistoles semiautomàtiques que utilitzen el sistema blowback, creat per John Browning per a la pistola Colt Model 1900. El 9 x 23 SR no s'ha de confondre amb el cartutx 9 x 23 Winchester.
La balística per a les primeres càrregues comercials va ser una bala de 130 gra a 380 m/s, i algunes càrregues experimentals van arribar a 410 m/s. La pistola Model 1900 de Colt va introduir al mercat la munició .38 ACP. Així i tot, aquest cartutx portava desenvolupat des de 1897, ja que havia estat creat per a un prototip de pistola que no va acabar sent desenvolupat per la Colt. Malgrat no haver estat un èxit en vendes, va tenir millor acceptació que el .38 Super.